# Amphibolia commoni
Amphibolia commoni är en tvåvingeart som beskrevs av Paramonov 1968. Amphibolia commoni ingår i släktet Amphibolia och familjen parasitflugor. Inga underarter finns listade i Catalogue of Life.